# بنك المال المتحد
بنك المال المتحد بنك في السودان أسس في عام 2005م وفرعه الرئيسي في الخرطوم.

### مجلس الإدارة
تم تأسيس بنك المال المتحد من مجلس الإدارة مكون من ثمانية أعضاء منهم الأستاذ سعد عبد العزيز الوزان رئيس مجلس الإدارة والأستاذ منصور بطيش نائب رئيس مجلس الإدارة وتم إختيار الأستاذ كمال أحمد الزيبر مدير عام للبنك والأستاذ المأمون حامد عبد الرحمن نائب للمدير العام والمدير المالي التنفيذي. وباشر الأستاذ كمال والأستاذ المأمون حامد بتأسيس البنك وأخذ الموافقات كافة الموافقات من قبل بنك السودان المركزي.

### تاريخ تأسيسه
بنك المال المتحد في السودان تاريخ تأسيسه في السودان 1 أغسطس 2005م وموقعه الخرطوم - شارع مامون بحيري جنوب الساحة الخضراء وعدد العاملين فيه 134عامل.
بدأ البنك نشاطه في أغسطس 2006م بموجب قانون الشركات لعام 1925م , وبترخيص من البنك المركزي لمزاولة كافة الأعمال المصرفية والتي تخضع لإشراف هيئة الرقابة الشرعية ويضمن الالتزام التام بمبادئ وأحكام شرعية الإسلام في أنشطة البنك وعمليياته التمويلية.

### الفروع
فرع بنك المال المتحد في ولاية الخرطوم
1. الفرع الرئيسي - الخرطوم بحري و موقعه شارع مامون بحيري.
2. فرع بحري - الصناعات مربع (8) مبنى رقم (1\130).

فرع البنك في الولايات الأخرى
1. ربك وموقعه مبنى رقم 39 - مربع 39.
2. نيالا موقعه سوق نيالا .

ماكينات الصرف الألي
ماكينات الصرف الألي لبنك المال المتحد، أولاً في ولاية الخرطوم :
1. الخرطوم شرق - عمارة هجليج مبنى البنك شاريع مامون بحيري.
2. الخرطوم - المبنى الرئيسي شارع عبيد ختم.
3. الخرطوم - العمارات شارع (25).
4. فرع بحري - الصناعات.

ثانياً في الولايات الأخرى:
1. ربك - أمام مبنى الفرع.
2. كوستي - بوابة شركة النقل البري.
3. نيالا - أمام مبنى الفرع شارع السينما.[2]